# Première croisade suédoise
La première croisade suédoise est une expédition militaire mythique menée dans les années 1150 dans le sud-ouest de la Finlande par le roi Éric IX de Suède et l'évêque Henri d'Uppsala.

## Sources
Les premières sources écrites de la croisade remontent à la fin du XIIIe siècle. Les principales sources de la croisade, la légende de saint Éric et la légende de saint Henri, mentionnent que la croisade est causée par les nombreux raids que les Finlandais païens mènent alors en Suède.

## Interprétations
La croisade est traditionnellement considérée comme la première tentative de l'Église catholique et de la Suède pour convertir les Finlandais païens au christianisme. Cependant, on sait que la christianisation de la partie sud-ouest de la Finlande a déjà commencé au Xe siècle, et à l'époque présumée de la croisade, la région était probablement presque entièrement chrétienne. Selon la légende, après la croisade, l'évêque Henri[Qui ?] fut tué au lac Köyliönjärvi par Lalli. 
Il est devenu par la suite une figure centrale de l'Église catholique en Finlande.